# Кириуэ
Кириуэ (исп. Quirihue) — город в Чили. Административный центр одноимённой коммуны. Население — 12 562 человека (2012). Город и коммуна входит в состав провинции Итата и области Ньюбле.
Территория коммуны — 589 км². Численность населения — 12 562 жителя (2012). Плотность населения — 21,33 чел./км².

## Расположение
Город расположен в 54 км северо-западнее административного центра области — города Чильян.
Коммуна граничит:
- на севере — с коммуной Каукенес;
- на востоке — с коммуной Нинуэ;
- на юге — с коммуной Трегуако;
- на западе — с коммуной Кобкекура.

## Демография
Согласно сведениям, собранным в ходе переписи Национальным институтом статистики, население коммуны составляет 11 763 человека, из которых 6067 мужчин и 5696 женщин.
Население коммуны составляет 0,59 % от общей численности населения области Био-Био. 29,77 % относится к сельскому населению и 70,23 % — городское население.